# Мурсілі I
Мурсії I — цар Хетського царства, правив приблизно в 1620–1594 до н. е. Усиновлений онук і співправитель Хаттусілі I. Вступив на престол, згідно з «указом Хаттусілі I», що забороняв спадкування престолу синові сестри царя.
Мурсії підкорив найпівденніші райони Кіццувадни (район сучасних міст Тарсуса, Мерсина та Адани (хет. Аданія)), що підтверджується археологічними розкопками. Місто Тарс (суч. Тарсус) був ним зруйнований дощенту. Також він здобув міста Харрума (аккад. Хурма, розташована поблизу м. Куммані) і Хассува (аккад. Хашшу).
Підкоривши таким чином ряд малоазійських областей, Мурсілі рушив проти Халапа, який, ймовірно порушив клятву вірності, дану Хаттусілі. Халапа був захоплений Мурсілі, і він зовсім скасував це царство (хоча пізніше воно відновилося). Після розгрому власне Халапи, хетти, мабуть, розгромили і увійшли в це царство області, і в першу чергу Алалах (що підтверджується археологічними розкопками). Потім Мурсілі переміг хурритів, що жили по лівому березі Євфрату, в Північній Месопотамії, яких він перетворив на своїх союзників, маючи на меті захоплення Вавилона (хеттськ. Шанхара).
Вавилон, сильно ослаблений за правління останніх царів з династії Хаммурапі, не зміг протистояти хеттському вторгненню. Мурсілі захопив місто (бл.1595 до н. е.) і скинув царя Самсу-Дітана. Але Мурсілі не ставив за мету повне підпорядкування настільки віддаленої від основного центру його держави території; похід мав суто грабіжницький характер. Взявши в Вавилоні багату здобич, Мурсілі повернувся на батьківщину, по дорозі залишивши частину скарбів (зокрема статуї бога-покровителя Вавилона Мардука і його дружини богині Сарпаніт) своїм союзникам — хурритам з Хани.
Після повернення з цього походу Мурсілі був убитий в Хаттусі внаслідок придворних інтриг, що виникли в період походу. На чолі змови стояли Хантілі I (можливо, чоловік сестри Мурсії), що став наступним царем хетів, і Ціданта I.